# Karl Gorczkowski
Karl Gorczkowski, avstrijski general, * 1778, † 1858.